# Stipan Šabić
Stipan Šabić (1928. – 2003.) je bački hrvatski likovni stvaratelj (slikar), pedagog i nastavnik iz autonomne pokrajine Vojvodine, Republika Srbija.
Bio je članom Hrvatskog kulturno-prosvjetnog društva "Matija Gubec" iz Tavankuta.
1961. je godine u Tavankutu osnovao likovnu grupu Grupu šestorice (članovi su bili Stipan Šabić, Ivan Jandrić, Ludvig Laslo, Lajčo Evetović, Lajoš Đurči, Žarko Rafajlović).
Nakon političke čistke 1972. (vidi hrvatsko proljeće), Stipanu Šabiću je, kao i još nekim članovima (Naci Zeliću, Ivanu Balaževiću, Marku Vukoviću, Peri Skenderoviću i inima) je onemogućen rad u HKPD-u Matija Gubec, čemu je danak najviše "platila" Likovna sekcija, rezultiravši zastojem u radu i gubitkom članstva.
Ipak, bio je organizatorom razvitka likovne umjetnosti u Subotici i okolici. Prva su slikarska znanja kod Stipana Šabića usvojili poznati umjetnici Josip Ago Skenderović, Ivan Balažević, Spartak Dulić, Kata Tonković Marijanski, Laura Peić, Sergej Radulović, Goran Kujundžić).
Od 1992. do smrti je bio članom obnovljene Likovne sekcije HKC Bunjevačko kolo iz Subotice, kojemu se pridružio kao i još nekoliko članova Likovne sekcije KUD-a Matija Gubec (Šime Peić, Cilika Dulić Kasiba i dr.)
Za svoj rad je 2002. dobio nagradu Pro urbe. Pored te nagrade, dobio je još brojna priznanja i nagrade.
O njemu je bački hrvatski filmski redatelj Rajko Ljubič 2002. godine snimio dokumentarni film Slikar Stipan Šabić.
Od 2011. godine na salašu Paje Đurasevića pokraj Marijanskog svetišta Bunarić svake se godine u kolovozu održava likovna kolonija onih koji odaju počast Stipanu Šabiću. Likovnu koloniju organizira Hrvatska likovna udruga «Cro Art» Prvi saziv kolonije okupio je petnaest umjetnika iz Srbije, Hrvatske i Mađarske.